# Jezuickie obserwatorium astronomiczne w Poznaniu
Jezuickie obserwatorium astronomiczne w Poznaniu – instytucja naukowa czynna przy kolegium jezuickim w Poznaniu w latach 1762-1773.

## Geneza
Geneza obserwacji astronomicznych, które zaowocowały założeniem poznańskiego obserwatorium jest znacznie starsza niż czasy Oświecenia. Już w XVII w. jezuici dokonywali obserwacji astronomicznych w Kaliszu oraz w Wilnie. Z tradycji niejezuickiej warto wymienić Gdańskie Gimnazjum Akademickie czy też Akademię Krakowską, na której jeszcze w średniowieczu astronomia stanowiła przedmiot nauczania. 
Powstanie poznańskiego ośrodka było możliwe dzięki francuskim studiom wielkopolskich jezuitów. Zawdzięczali to niewątpliwie Stanisławowi Leszczyńskiemu i jego córce, królowej Francji Marii Leszczyńskiej, którzy związani z rodzinną Wielkopolską oraz Towarzystwem Jezusowym stali się protektorami jezuitów, umożliwiając im naukę za granicą. W latach 1750–1762, kiedy to istniała możliwość studiowania jezuitów we Francji możemy spotkać ich w Lyonie, Marsylii, wreszcie w Paryżu, gdzie mieściły się m.in. słynne obserwatoria uczelni: Collège de France, Collège Louis-le-Grand, Collège Mazarin. 
Obserwatorium w Poznaniu zostało założone w 1762 r. przez Józefa Rogalińskiego, skoligaconego z Leszczyńskimi, co ułatwiło mu wyjazd do Francji, a także późniejsze pozyskiwanie potrzebnych funduszy. Rogaliński odbywał studia teologiczne w Rzymie, następnie matematyczne w paryskim kolegium jezuickim Louis-le-Grand. Utworzenie obserwatorium było poprzedzone otwarciem w 1759 r. dwuletniego kursu matematyki dla scholastyków jezuickich. Pierwszym profesorem był Ignacy Chmielewski. Objął on wówczas jako pierwszy stały profesor, katedrę matematyki i założył gabinet fizyczno-matematyczny, który miał być fundamentem prowadzenia nowego wykładu fizyki doświadczalnej. W 1761 r. utworzono nową, drugą katedrę matematyki, którą objął Jan Paprocki, uczeń Chmielewskiego. Zarówno Chmielewski, jak i Paprocki sprawowali następnie funkcje asystentów Rogalińskiego.  

## Położenie obserwatorium
W kolegium poznańskim znajdował się obszerny, złożony z trzech sal, gabinet fizyczny zorganizowany w podobny jak ówczesne europejskie instytucje tego samego typu. Mieścił się on na drugim piętrze kolegium, w skrzydle przytykającym do kościoła. Nad tymi salami, na dachu, jeszcze przed przyjazdem Rogalińskiego, zbudowano wieżę z tarasem, przeznaczoną na obserwatorium astronomiczne. Za wzór do budowy obserwatorium posłużyły Rogalińskiemu obserwatoria francuskie, prawdopodobnie obserwatorium opactwa św. Genowefy w Paryżu, w którym zdobywał doświadczenie naukowe. Stało się to dzięki kontaktom z astronomem Alexandre'em Guy Pingrém, który był dyrektorem wspomnianego ośrodka. Rogaliński zwiedzał także obserwatoria w Rzymie, Florencji, Lyonie, nie można więc wykluczyć również inspiracji tymi ośrodkami. Również we Francji udało mu się zdobyć odpowiednie przyrządy. 

## Wyposażenie obserwatorium
Obserwatorium w Poznaniu było znacznie lepiej wyposażone od starszej o dziewięć lat analogicznej instytucji w Wilnie, dzięki czemu poziom poznańskich obserwacji przewyższał wileńskie. Na wyposażenie składały się m.in.: kwadrans z mikrometrem, luneta paralaktyczna i astrolabium z pracowni Caniveta, do dzisiejszych czasów działający zegar astronomiczny wyrobu Jeana André Le Paute'a, dalej kula obręczowa wyprodukowana przez Martina w 1762 r. w Wersalu, wreszcie niezwykle cenny, bo odmierzający minuty i sekundy, zegar Bouchere'a. Jest to tylko ułamek przyrządów, jako że dzięki wstawiennictwu Stanisława Leszczyńskiego, który był pośrednikiem między Poznaniem a Wersalem, zarówno gabinet fizyczny jak i obserwatorium były wyposażone w cenne książki oraz pomniejsze instrumenty badawcze, takie jak mikroskop czy termometr. 

## Działalność
Obserwatorium szybko zdobyło sobie międzynarodową renomę. Już w 1764 r. brało udział w obserwacji zaćmienia Słońca, które wypadało 1 kwietnia. Dokonanie to odbiło się szerokim echem, ponieważ zostało wspomniane przez Alexandre'a Guy Pingrégo, który podsumował wyniki obserwacji tego wydarzenia, przeprowadzonych w różnych krajach. Pingré wspomina także o tym, że w Poznaniu dokonano dokładnych badań szerokości i długości geograficznej. Późniejsze badania z lat 30. XX w. wykazały dokładność pomiarów Rogalińskiego, który pomylił się o zaledwie 21 sekund. Również w roku 1764 dokonano w Poznaniu obserwacji zorzy polarnej. W roku 1771 Rogaliński wraz ze swoim współpracownikiem, Jędrzejem Gawrońskim, opisali częściowe zaćmienie Księżyca, które było widoczne 23 października. 
Innym aspektem działalności poznańskiego ośrodka badawczego było zorganizowanie „Muzeum matematycznego”, czyli gabinetu naukowego. Oprócz tego należy wspomnieć o cyklu wykładów fizyki, które prowadził Józef Rogaliński. Rozpoczął je głosić we wrześniu 1762 r. i były to pierwsze w Polsce publiczne wykłady, zaadresowane zarówno do młodzieży jak i do starszych. Rogaliński zapoznał się w Paryżu tym sposobem przekazywania wiedzy dzięki wykładom Jean-Antoine'a Nolleta. Cieszyły się one ogromną popularnością, jako że wielka aula kolegium, w której odbył się inauguracyjny wykład, była wypełniona po brzegi.

## Międzynarodowa rozpoznawalność obserwatorium
Do Poznania ściągali najrozmaitsi naukowcy: w 1765 r. obserwatorium odwiedził Leonhard Euler, który stwierdził, że nie spodziewał się tak bogatego wyposażenia, docierali tam również francuscy jezuici, przede wszystkim należy wspomnieć Jean de la Borde'a i Louis Sionesta, przyszłych współpracowników Rogalińskiego, którzy po wypędzeniu zakonu z Francji w roku 1762 wyemigrowali do Poznania. Pozbawieni środków do życia musieli szukać nowego domu, wkrótce jednak zaaklimatyzowali się i istotnie wpłynęli na udoskonalenie poziomu technicznego i intelektualnego ośrodka poznańskiego. 

## Koniec działalności poznańskiego ośrodka
Po kasacie Towarzystwa Jezusowego kolegium funkcjonowało jako szkoła średnia pod nadzorem Komisji Edukacji Narodowej. Rogaliński, który stał się jej prorektorem, ubiegał się o podniesienie placówki do rangi uniwersytetu. Ostatecznie w 1780 r., pomimo wsparcia Kaspra Rogalińskiego, brata Józefa, członka Rady Nieustającej, zabiegi okazały się nieskuteczne wobec konkurencyjnych starań braci Śniadeckich i Hugona Kołłątaja, rektora Szkoły Głównej Koronnej w Krakowie, która to została podniesiona do rangi uniwersytetu zamiast poznańskiej instytucji.  
O działalności obserwatorium niewiele wiadomo. Rogaliński już w 1772 r. nie był dyrektorem. Jego następca, J. Gawroński, do roku 1777 przebywał na dworze Józefa Ossolińskiego, co oznacza, że obserwatorium faktycznie pozbawione było kierownictwa. W roku 1777 Gawroński przeniósł się do Warszawy, uzyskując tam protekcję króla Stanisława Augusta. Do Warszawy zabrał ze sobą część instrumentów badawczych z obserwatorium i gabinetu fizycznego. 
Po przekształceniu kolegium w szkołę wydziałową w roku 1780 (rezultat przegranej walki z Krakowem o uzyskanie rangi uniwersytetu) ostatnim osiągnięciem poznańskiej instytucji było połączenie z Akademią Lubrańskiego, choć należy wspomnieć, że było to osiągnięcie niewiele pocieszające. Rogaliński przeszedł do pracy duszpasterskiej i wkrótce został dziekanem kapituły poznańskiej. Dzięki temu Jan Śniadecki, słuchacz wykładów Rogalińskiego, odbywając wizytę w Poznaniu w 1783 r. zabrał pozostawione przez Gawrońskiego przyrządy, wchodzące dawniej w skład wyposażenia zarówno obserwatorium jak i gabinetu fizycznego, dzięki czemu był w stanie wyposażyć analogiczny ośrodek utworzony w ramach Szkoły Głównej Koronnej w Krakowie. Należy wspomnieć, że Śniadecki działał na polecenie Komisji Edukacji Narodowej. 